# Wereldkampioenschap superbike van Phillip Island 1998
Het wereldkampioenschap superbike van Phillip Island 1998 was de eerste ronde van het wereldkampioenschap superbike 1998. De races werden verreden op 22 maart 1998 op het Phillip Island Grand Prix Circuit op Phillip Island, Australië. Tijdens het weekend kwam enkel het WK superbike in actie, de wereldserie Supersport was niet aanwezig op het circuit.

## Superbike

### Race 1
| Pos | Nr  | Rijder               | Constructeur | Rondes | Tijd                | Grid | Punten |
| --- | --- | -------------------- | ------------ | ------ | ------------------- | ---- | ------ |
| 1   | 2   | Carl Fogarty         | Ducati       | 22     | 35:38.433           | 4    | 25     |
| 2   | 11  | Troy Corser          | Ducati       | 22     | +1.040              | 1    | 20     |
| 3   | 41  | Noriyuki Haga        | Yamaha       | 22     | +3.131              | 8    | 16     |
| 4   | 7   | Pierfrancesco Chili  | Ducati       | 22     | +9.929              | 3    | 13     |
| 5   | 4   | Akira Yanagawa       | Kawasaki     | 22     | +15.271             | 5    | 11     |
| 6   | 69  | Mark Willis          | Suzuki       | 22     | +24.840             | 13   | 10     |
| 7   | 45  | Colin Edwards        | Honda        | 22     | +28.494             | 6    | 9      |
| 8   | 5   | Neil Hodgson         | Kawasaki     | 22     | +30.350             | 14   | 8      |
| 9   | 111 | Aaron Slight         | Honda        | 22     | +30.961             | 2    | 7      |
| 10  | 44  | Scott Russell        | Yamaha       | 22     | +37.120             | 10   | 6      |
| 11  | 35  | Gregorio Lavilla     | Ducati       | 22     | +38.115             | 22   | 5      |
| 12  | 9   | Piergiorgio Bontempi | Kawasaki     | 22     | +41.307             | 9    | 4      |
| 13  | 19  | Lucio Pedercini      | Ducati       | 22     | +51.070             | 16   | 3      |
| 14  | 65  | Malcolm Campbell     | Ducati       | 22     | +53.346             | 18   | 2      |
| 15  | 15  | Igor Jerman          | Kawasaki     | 22     | +53.601             | 21   | 1      |
| 16  | 62  | Shawn Giles          | Honda        | 22     | +57.894             | 19   |        |
| 17  | 10  | Andrew Stroud        | Kawasaki     | 22     | +1:03.512           | 20   |        |
| 18  | 39  | Alessandro Gramigni  | Ducati       | 22     | +1:15.258           | 17   |        |
| 19  | 60  | Tony Rees            | Suzuki       | 21     | +1 ronde            | 24   |        |
| 20  | 66  | Daniele Vanolini     | Ducati       | 21     | +1 ronde            | 26   |        |
| 21  | 27  | Frédéric Protat      | Honda        | 21     | +1 ronde            | 25   |        |
| 22  | 74  | Ed Miller            | Kawasaki     | 21     | +1 ronde            | 28   |        |
| 23  | 61  | Dean Fulton          | Kawasaki     | 21     | +1 ronde            | 29   |        |
| 24  | 73  | Chris Ognenis        | Suzuki       | 21     | +1 ronde            | 32   |        |
| 25  | 67  | Scott Webster        | Yamaha       | 21     | +1 ronde            | 33   |        |
| 26  | 64  | Alistair Maxwell     | Kawasaki     | 17     | +5 ronden           | 23   |        |
| DNF | 21  | Jean-Marc Delétang   | Yamaha       | 20     | Uitgevallen         | 27   |        |
| DNF | 6   | Peter Goddard        | Suzuki       | 13     | Uitgevallen         | 7    |        |
| DNF | 70  | Craig Connell        | Ducati       | 10     | Uitgevallen         | 11   |        |
| DNF | 50  | Jiří Mrkývka         | Honda        | 10     | Uitgevallen         | 30   |        |
| DNF | 68  | John Phelan          | Kawasaki     | 9      | Uitgevallen         | 31   |        |
| DNF | 8   | James Whitham        | Suzuki       | 1      | Uitgevallen         | 15   |        |
| DNF | 63  | Steve Martin         | Ducati       | 0      | Uitgevallen         | 12   |        |
| DNQ | 71  | John Orchard         | Honda        | 0      | Niet gekwalificeerd |      |        |
| DNQ | 72  | Craig Stafford       | Yamaha       | 0      | Niet gekwalificeerd |      |        |
| DNQ | 75  | Troy Nash            | Kawasaki     | 0      | Niet gekwalificeerd |      |        |

### Race 2
| Pos | Nr  | Rijder               | Constructeur | Rondes | Tijd                | Grid | Punten |
| --- | --- | -------------------- | ------------ | ------ | ------------------- | ---- | ------ |
| 1   | 41  | Noriyuki Haga        | Yamaha       | 22     | 35:35.822           | 8    | 25     |
| 2   | 111 | Aaron Slight         | Honda        | 22     | +0.071              | 2    | 20     |
| 3   | 2   | Carl Fogarty         | Ducati       | 22     | +6.555              | 4    | 16     |
| 4   | 6   | Peter Goddard        | Suzuki       | 22     | +8.505              | 7    | 13     |
| 5   | 4   | Akira Yanagawa       | Kawasaki     | 22     | +8.520              | 5    | 11     |
| 6   | 11  | Troy Corser          | Ducati       | 22     | +16.297             | 1    | 10     |
| 7   | 45  | Colin Edwards        | Honda        | 22     | +20.846             | 6    | 9      |
| 8   | 44  | Scott Russell        | Yamaha       | 22     | +20.911             | 10   | 8      |
| 9   | 69  | Mark Willis          | Suzuki       | 22     | +32.676             | 13   | 7      |
| 10  | 63  | Steve Martin         | Ducati       | 22     | +34.278             | 12   | 6      |
| 11  | 35  | Gregorio Lavilla     | Ducati       | 22     | +43.210             | 22   | 5      |
| 12  | 8   | James Whitham        | Suzuki       | 22     | +43.230             | 15   | 4      |
| 13  | 62  | Shawn Giles          | Honda        | 22     | +43.886             | 19   | 3      |
| 14  | 70  | Craig Connell        | Ducati       | 22     | +50.891             | 11   | 2      |
| 15  | 39  | Alessandro Gramigni  | Ducati       | 22     | +58.236             | 17   | 1      |
| 16  | 10  | Andrew Stroud        | Kawasaki     | 22     | +1:13.379           | 20   |        |
| 17  | 64  | Alistair Maxwell     | Kawasaki     | 22     | +1:35.985           | 23   |        |
| 18  | 66  | Daniele Vanolini     | Ducati       | 21     | +1 ronde            | 26   |        |
| 19  | 27  | Frédéric Protat      | Honda        | 21     | +1 ronde            | 25   |        |
| 20  | 61  | Dean Fulton          | Kawasaki     | 21     | +1 ronde            | 29   |        |
| 21  | 60  | Tony Rees            | Suzuki       | 21     | +1 ronde            | 24   |        |
| 22  | 21  | Jean-Marc Delétang   | Yamaha       | 21     | +1 ronde            | 27   |        |
| 23  | 73  | Chris Ognenis        | Suzuki       | 21     | +1 ronde            | 32   |        |
| 24  | 50  | Jiří Mrkývka         | Honda        | 21     | +1 ronde            | 30   |        |
| DNF | 74  | Ed Miller            | Kawasaki     | 17     | Uitgevallen         | 28   |        |
| DNF | 67  | Scott Webster        | Yamaha       | 15     | Uitgevallen         | 33   |        |
| DNF | 65  | Malcolm Campbell     | Ducati       | 14     | Uitgevallen         | 18   |        |
| DNF | 7   | Pierfrancesco Chili  | Ducati       | 10     | Uitgevallen         | 3    |        |
| DNF | 19  | Lucio Pedercini      | Ducati       | 8      | Uitgevallen         | 16   |        |
| DNF | 9   | Piergiorgio Bontempi | Kawasaki     | 7      | Uitgevallen         | 9    |        |
| DNF | 5   | Neil Hodgson         | Kawasaki     | 5      | Uitgevallen         | 14   |        |
| DNF | 15  | Igor Jerman          | Kawasaki     | 2      | Uitgevallen         | 21   |        |
| DNF | 68  | John Phelan          | Kawasaki     | 0      | Uitgevallen         | 31   |        |
| DNQ | 71  | John Orchard         | Honda        | 0      | Niet gekwalificeerd |      |        |
| DNQ | 72  | Craig Stafford       | Yamaha       | 0      | Niet gekwalificeerd |      |        |
| DNQ | 75  | Troy Nash            | Kawasaki     | 0      | Niet gekwalificeerd |      |        |

## Tussenstanden na wedstrijd

### Superbike
| Pos | Nr  | Rijder         | Team     | Punten |
| --- | --- | -------------- | -------- | ------ |
| 1   | 41  | Noriyuki Haga  | Yamaha   | 41     |
| 2   | 2   | Carl Fogarty   | Ducati   | 41     |
| 3   | 11  | Troy Corser    | Ducati   | 30     |
| 4   | 111 | Aaron Slight   | Honda    | 27     |
| 5   | 4   | Akira Yanagawa | Kawasaki | 22     |

1990 · 1991 · 1992 · 1994 · 1995 · 1996 · 1997 · 1998 · 1999 · 2000 · 2001 · 2002 · 2003 · 2004 · 2005 · 2006 · 2007 · 2008 · 2009 · 2010 · 2011 · 2012 · 2013 · 2014 · 2015 · 2016 · 2017 · 2018 · 2019 · 2020 · 2022 · 2023 · 2024 · 2025